# Hrašljani
Hrašljani är ett samhälle i Bosnien och Hercegovina.   Det ligger i entiteten Federationen Bosnien och Hercegovina, i den södra delen av landet, 100 km sydväst om huvudstaden Sarajevo. Hrašljani ligger 108 meter över havet och antalet invånare är 819.
Terrängen runt Hrašljani är kuperad söderut, men norrut är den platt.Närmaste större samhälle är Ljubuški, 2,8 km nordväst om Hrašljani. 
Runt Hrašljani är det ganska tätbefolkat, med 93 invånare per kvadratkilometer.